# زلكوفا خنجرية
زلكوفا خنجرية (الاسم العلمي: Zelkova sicula) هو نوع من النباتات يتبع جنس الزلكوفا من فصيلة الدردارية.